# Peristedion longispatha
Peristedion longispatha is een  straalvinnige vissensoort uit de familie van pantserponen (Peristediidae). De wetenschappelijke naam van de soort is voor het eerst geldig gepubliceerd in 1886 door Goode & Bean.